# Yunus Emre
Yunus Emre (1238?/1241?-1320?) fou un poeta en llengua turca i místic sufí.

## Biografia
Hi ha moltes llegendes sobre la seva vida però el poc que se'n sap del cert és a través de dades que es recullen dels seus propis poemes. El lloc i any de naixement no es coneixen amb certesa, va viure i viatjar per Anatòlia central, en una època de transició, entre el final de la dinastia seljúcida i l'inici de l'Imperi Otomà. Va ser contemporani del també poeta sufí Rumi i de Hacı Bektaş Veli, fundador de l'ordre de dervixos bektaşis. Hi ha discrepàncies sobre el lloc on es troba la seva tomba: Eskişehir, Karaman, Bursa i d'altres.

## Obra
Es coneixen dues obres seves: Risalet-ün Nushiyye (L'opuscle dels consells) i el seu Divan, que inclou uns 350 poemes en mètrica mesnevi, un tipus de rodolins, encara que se li han atribuït més de 1.000, fou compilat 70 anys després de la seva mort.
En la seva poesia es posa de manifest la filosofia del tasawwuf o misticisme islàmic, entre els seus preceptes hi ha la igualtat de tots els éssers humans, la condemna de la supèrbia, la presumpció i les ambicions pel poder i la riquesa, la crítica del fanatisme religiós i la defensa del control de les passions, de la modèstia, de l'estudi i de la ciència.
Els seus poemes, escrits seguint la tradició de la literatura popular d'Anatòlia, expressen un profund misticisme i se'n pot destacar la universalitat i intemporalitat dels seus missatges així com la claredat en l'expressió. Ha tingut una gran influència en la literatura turca.

## Llegat

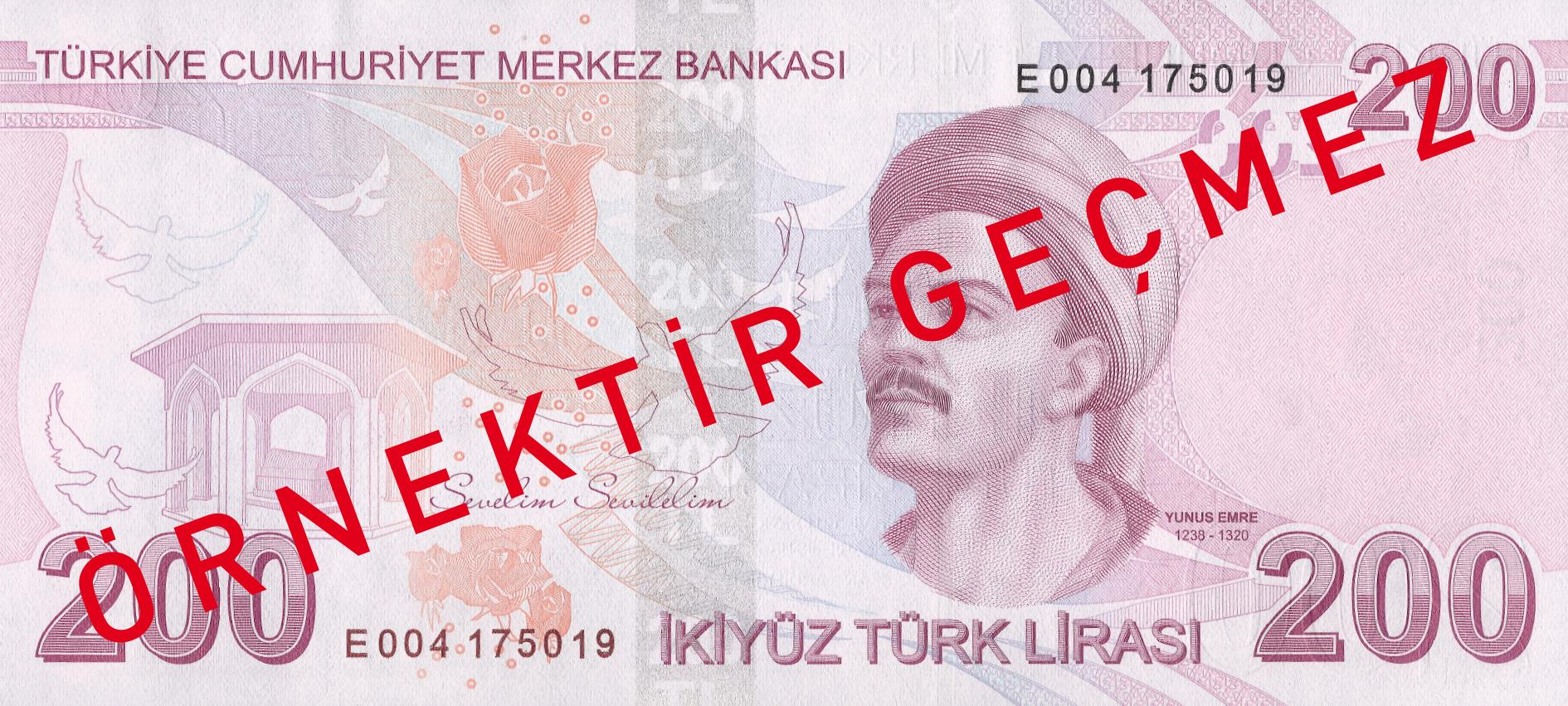
Yunus Emre en un bitllet de 200 lires (2009)

L'any 1991 va ser nomenat per la Unesco Any internacional Yunus Emre coincidint amb el 750è aniversari del seu naixement.
Des de gener de 2009 hi ha un bitllet de 200 lires turques amb el seu retrat.